# Trường Trung học cơ sở Hùng Vương, Trảng Bom
Trường Trung học cơ sở Hùng Vương là một trong những trường Trung học cơ sở đạt chuẩn quốc gia đầu tiên của tỉnh Đồng Nai.

## Lịch sử phát triển
Ngược dòng thời gian, vào thời điểm năm 1971, trường được thành lập và mang tên "Trung học Tỉnh hạt Trảng Bom" do thầy Huỳnh Văn Ba làm hiệu trưởng. Đến năm 1975, trường đổi tên "Phổ thông cấp II Trảng Bom". Năm 1979, Trường mang tên " Phổ thông cơ sở A Trảng Bom I " gồm cả cấp I & II. Đến năm 1992, khi tách trường cấp I ra, trường đổi thành "Cấp II Trảng Bom I" với số lớp là 21. Năm 1994, trường mang tên vị vua có công dựng nước và giữ cho đến hiện nay, đó là trường "THCS Hùng Vương". Thời điểm năm 2004 – 2005, trường có số lớp lên đến 61, sĩ số HS là 2620, cán bộ giáo viên, công nhân viên là 114 người. Với số lượng học sinh quá đông cùng với địa bàn quá rộng (thị trấn Trảng Bom, xã Đồi 61, xã Sông Trầu, xã Quảng Tiến), "người anh cả" Hùng vương đã chia sẻ với các em "Võ Thị Sáu, Lý Tự Trọng, Nguyễn Bá Ngọc" trách nhiệm trồng người của mình.
Với những khó khăn, biến đổi của cuộc sống, trường Hùng Vương năm nào và ngày nay luôn là lá cờ đầu của mọi phong trào trong toàn huyện. Nhiều năm liền, trường đạt danh hiệu "Trường tiên tiến xuất sắc cấp tỉnh". Ngày 10 tháng 08 năm 2011, trường được vinh dự đón nhận Huân chương Lao động hạng 3 do Chủ tịch nước trao tặng. Để giữ vững ngôi trường với bề dày thành tích ấy nhà trường xác định mỗi thầy cô giáo là những hạt nhân nòng cốt trong phong trào "Dạy tốt, học tốt", quyết định chất lượng và hiệu quả đào tạo trên tinh thần đoàn kết gắn bó, giúp nhau cùng tiến bộ. Thực hiện tốt nề nếp kỉ cương dạy của thầy học của trò, chú trọng và duy trì việc ứng dụng CNTT trong giảng dạy, tích cực cải tiến đồ dùng dạy học, đổi mới phương pháp dạy học sát với đối tượng.

## Thành tích
Trường Trung học cơ sở Hùng Vương là một trong những trường THCS đạt chuẩn quốc gia đầu tiên của tỉnh Đồng Nai (năm học 2004-2005) và có nhiều tiến bộ trong những năm gần đây với tỉ lệ học sinh nghỉ học ít nhất thành phố.
Một số thành tích tập thể được Chính phủ và Nhà nước Việt Nam trao tặng như:
- Huân chương Lao động hạng ba (2004-2005)
- Huân chương Lao động hạng nhì (2011-2012)
- Bằng khen của chính phủ Việt Nam (2011-2012)
- Cờ thi đua xuất sắc của UBND tỉnh Đồng Nai.